# Ніколас Ломбертс
Ніколас Ломбертс (фр. Nicolas Lombaerts, нар. 20 березня 1985, Брюгге) — бельгійський футболіст, захисник клубу «Зеніт».
Насамперед відомий виступами за клуб «Гент», а також національну збірну Бельгії.
Дворазовий чемпіон Росії. Володар Кубка Росії. Дворазовий володар Суперкубка Росії. Володар Кубка УЄФА. Володар Суперкубка УЄФА.

## Клубна кар'єра
У дорослому футболі дебютував 2004 року виступами за команду клубу «Гент», в якій провів три сезони, взявши участь у 76 матчах чемпіонату. Більшість часу, проведеного у складі «Гента», був основним гравцем захисту команди.
До складу клубу «Зеніт» приєднався 2007 року. Наразі встиг відіграти за санкт-петербурзьку команду понад 180 матчів в національному чемпіонаті. За цей час виборов титул чемпіона Росії, ставав володарем Кубка УЄФА.

## Виступи за збірну
2006 року дебютував в офіційних матчах у складі національної збірної Бельгії. Наразі провів у формі головної команди країни 37 матчів, забивши 3 голи.

## Титули і досягнення
- Чемпіон Росії (4):

«Зеніт»: 2007, 2010, 2012, 2015
- Володар Кубка Росії (2):

«Зеніт»: 2009-10, 2015–16
- Володар Суперкубка Росії (4):

«Зеніт»: 2008, 2011, 2015, 2016
- Володар Кубка УЄФА (1):

«Зеніт»: 2007-08
- Володар Суперкубка УЄФА (1):

«Зеніт»: 2008